# Bijbelvertaling
Een Bijbelvertaling is de tekst van de Bijbel in een andere taal dan die van de brontekst, die geschreven is in het Hebreeuws, Aramees of Koine-Grieks. Sommige vertalingen zijn niet rechtstreeks uit de brontaal vertaald, maar zijn vertaald uit een andere vertaling dan de oorspronkelijke talen.
Er zijn vertalingen van de volledige Bijbel in meer dan 694 talen, 704 per maart 2021. Delen van de Bijbel zijn vertaald in meer dan 2.000 talen.
Een parallelbijbel presenteert meerdere vertalingen naast elkaar. Op een computerscherm zijn er daarvoor nog meer mogelijkheden.

## Geschiedenis van Bijbelvertaling in het algemeen

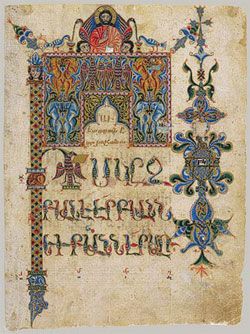
Armeense Bijbel

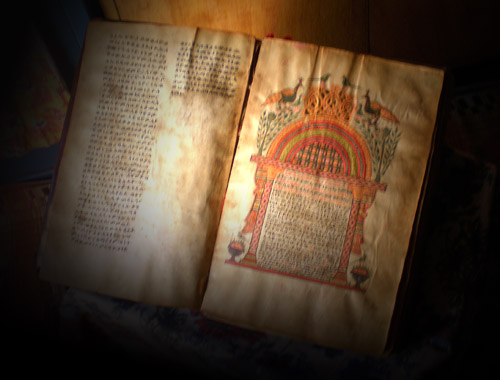
Ethiopische Bijbel

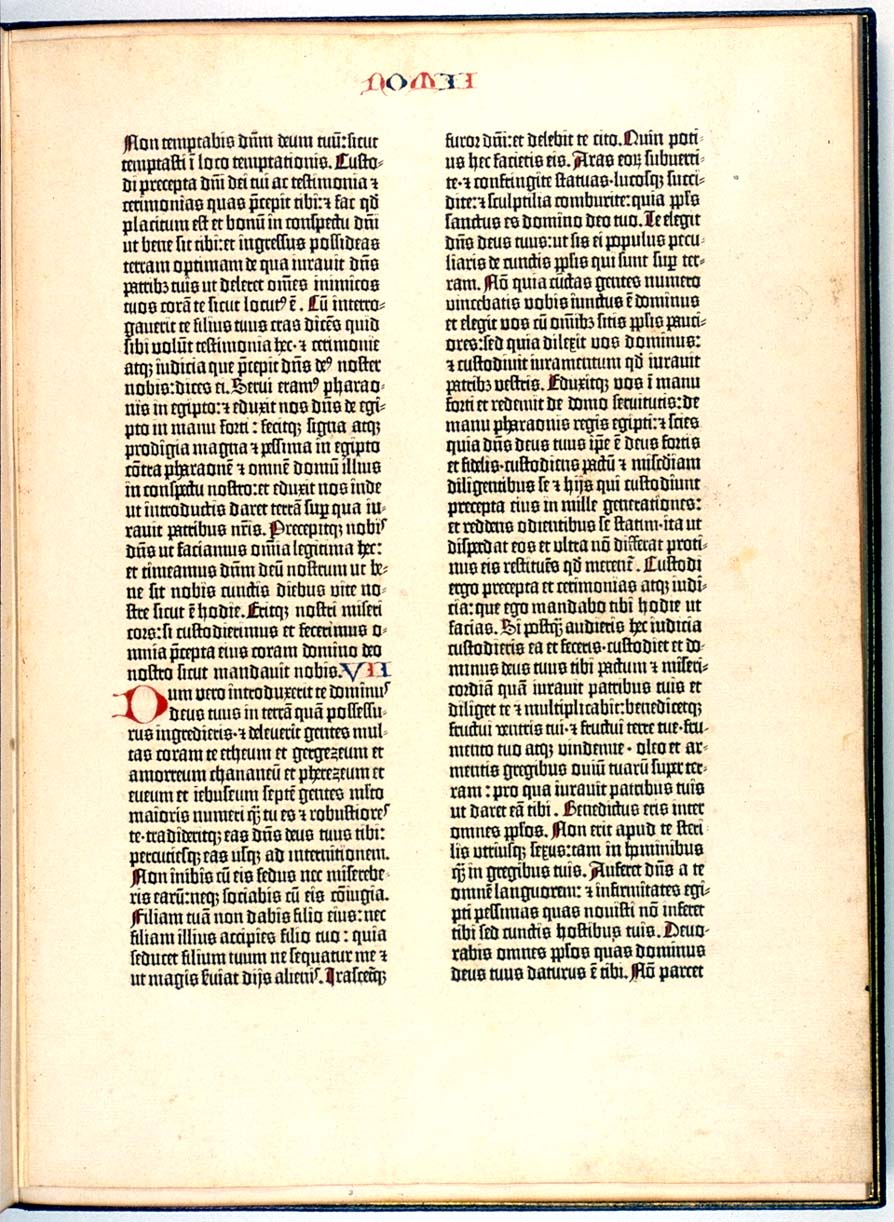
Gutenbergbijbel (gedrukte Bijbel)

In de synagoge wordt de Tenach in het Hebreeuws gelezen. In het christendom is daarentegen de Bijbel al snel vertaald. Het Oude Testament, oorspronkelijk grotendeels in het Hebreeuws geschreven, las men in de Griekse vertaling, de Septuagint, die door Griekstalige Joden vertaald was. De geschriften die in het Nieuwe Testament zijn terechtgekomen, zijn geschreven in het Koinè (Grieks).
Reeds in de tweede eeuw werden delen van de Bijbel in andere talen vertaald, te beginnen in het Latijn (de Vetus Latina) en het Syrisch, een dialect van het Aramees. Oude handschriften zijn er verder in het Koptisch (vanaf derde eeuw), Armeens (vanaf vijfde eeuw), Georgisch (vanuit het Syrisch, vanaf de zevende eeuw vanuit het Grieks), Gotisch (vanaf de vierde eeuw, waarschijnlijk vanuit het Latijn; het handschrift dateert uit de zesde eeuw) en Oudkerkslavisch (negende eeuw). Verder waren er vertalingen in onder meer het Arabisch, Nubisch, Perzisch, Angelsaksisch en Oud-Duits. Het christendom was missionair en men vond het daarom belangrijk dat mensen de Bijbel konden lezen en horen in hun eigen taal. In het nabije oosten van de late oudheid ging een Bijbelvertaling in een bepaalde taal vaak samen op met natievorming (bijvoorbeeld Armeens en Georgisch).
Geleerden als Origenes (tweede-derde eeuw) en Hiëronymus (vierde eeuw) spanden zich in om een zo zuiver mogelijk tekst te verkrijgen. Origenes legde zes vertalingen van het Oude Testament naast elkaar; dat is de beroemde, maar grotendeels verloren gegane Hexapla. Hiëronymus vervaardigde een Latijnse vertaling van de gehele Bijbel, de Vulgaat, ter vervanging van de minder nauwkeurige Vetus Latina.
Vanaf de negende eeuw werd in de Griekssprekende kerk de Bijbeltekst steeds meer gestandaardiseerd. Zo ontstond de Byzantijnse tekst, de grootste groep Griekse handschriften met een tekst die in hoge mate identiek is. Aan het einde van de Middeleeuwen ontstond het humanisme, dat een grote belangstelling had voor oude teksten en daarmee ook voor de brontekst van de Bijbel. In Spanje werd in 1514-1517 de Complutensische polyglotbijbel geproduceerd, een volledige Bijbel die vijf oude taalversies naast elkaar plaatste. Desiderius Erasmus bracht met zijn Novum Instrumentum in 1516 als eerste een gedrukt Latijns-Grieks Nieuwe Testament op de markt. De Griekse tekst was gebaseerd op enkele Byzantijnse handschriften, de Latijnse was verbeterd ten opzichte van de Vulgaat. Samen met enige licht verschillende latere edities staat deze tekstvorm tegenwoordig bekend als de Textus Receptus. Voor het Oude Testament gingen humanisten te rade bij Joden, die technieken hadden ontwikkeld om het kopiëren van fouten tegen te gaan, waardoor de Hebreeuwse (Masoretische) tekst goed is overgeleverd. De uitvinding van de boekdrukkunst maakte een eind aan het kopiëren van fout op fout.
De protestantse kerkhervormers en hun volgelingen gingen ertoe over vertalingen te maken vanuit het Hebreeuws en het Grieks naar de volkstalen; het Duits (Lutherbijbel, in 1534), Nederlands (Statenvertaling, in 1637), Frans (Olivétanbijbel, in 1535), Engels (King Jamesvertaling of Authorized Version, 1611). Tot die tijd waren Bijbels in het Westen vertalingen van de Vulgaat. Voor de Rooms-Katholieke Kerk bleef de Vulgaat de norm. Het Concilie van Trente bevestigde dit nog eens in 1546. Tot 1943 moesten alle vertalingen, wilde de Rooms-Katholieke Kerk deze gezag toekennen, getoetst worden aan de Vulgaat.
De Bijbelwetenschappen maakten vanaf de zestiende eeuw tot nu toe grote vorderingen; men vond steeds meer en oudere handschriften van het Oude en van het Nieuwe Testament. Door middel van tekstkritiek van de Bijbel benaderde men de oorspronkelijke tekst steeds meer. Daarnaast raakte er door opgravingen en nieuw ontdekte en ontcijferde teksten veel meer bekend over het oude oosten. Ook ontwikkelde de historische en literaire bestudering van de Bijbel zich in de negentiende eeuw tot een volwassen wetenschap. In de twintigste eeuw kwam daar ook de vertaalwetenschap bij.
Vanaf 1804 kwamen de Bijbelgenootschappen tot stand, in 1814 werd het Nederlands Bijbelgenootschap opgericht. In 1942 werden de Wycliffe Bijbelvertalers opgericht, die op het zendingsveld de Bijbel vertalen in inheemse talen.
Bijbelvertalen is een gevoelig onderwerp. Illustratief zijn de protesten in Duitsland tegen de weergave van het kerstevangelie in de Lutherbijbel in 1975 en in Nederland de felle reacties op de Groot Nieuws Bijbel. De Gereformeerde Bijbelstichting aanvaardt alleen de Statenvertaling, mits die niet herzien is, alleen de spelling mag worden gemoderniseerd.

## Verschillende vertalingen

### Vertaalprincipes
Vertalers kunnen verschillende vertaalprincipes hanteren. Het belangrijkste verschil is het onderscheid tussen dynamische en formele equivalentie.
Het principe van formele equivalentie houdt in dat de vorm van de brontekst zo precies mogelijk in de doeltaal wordt omgezet. In het uiterste geval wordt de grammatica en de zinsbouw van de doeltaal genegeerd. Een voorbeeld is de Hebreeuwse constructie die te zien is in de uitdrukkingen boek der boeken, koning der koningen, lied der liederen, ijdelheid der ijdelheden enzovoorts, die destijds eigenlijk geen goed Nederlands was. Dit soort vertalingen wordt ook wel concordante vertalingen genoemd. Onder concordant wordt verstaan dat hetzelfde woord in de brontaal ook in de doeltaal steeds met hetzelfde woord wordt weergegeven.
Het principe van dynamische of functionele equivalentie houdt in dat de betekenis van de brontekst zo precies mogelijk in de doeltaal wordt omgezet. Dit soort vertalingen zijn goed leesbaar in de doeltaal. Het ideaal van de Nieuwe Bijbelvertaling bijvoorbeeld is zowel brontekstgetrouw als doeltaalgericht te zijn. Dat wil zeggen: men probeert in zo goed mogelijk Nederlands de betekenis van de brontekst zo goed mogelijk weer te geven, waarbij taalkenmerken van de brontaal niet meer zichtbaar hoeven te zijn. Hierbij houdt men rekening met het soort tekst; met poëtische kenmerken, of er sprake is van verheven hoftaal of van platte markttaal enzovoorts. Een ander kenmerk is dat men vaak inclusief vertaalt: woorden die in de brontaal zowel mannen als vrouwen kunnen aanduiden (zoals adelphoi, 'broeders') worden vertaald met broeders en zusters, tenzij het duidelijk is dat er geen vrouwen bedoeld worden.
Elke vertaling heeft zowel formeel-equivalente als dynamisch-equivalente aspecten, maar de vertaalmethode zet een koers uit tussen deze ijkpunten. De ene vertaling hecht sterk aan concordantie en is minder begrijpelijk in de doeltaal, bijvoorbeeld de Naardense Bijbel. Aan de andere kant van het spectrum, bijvoorbeeld bij de Bijbel in Gewone Taal, is de vorm van de brontekst ondergeschikt aan een begrijpelijke weergave in een bepaald taalregister van het Nederlands.

### Keuzes
Vertalers komen voor verschillende keuzen te staan. De eerste is de vraag welke tekst ze gaan vertalen. Om praktische redenen kan men, bijvoorbeeld in een zendingssituatie, kiezen voor het vertalen van een al bestaande vertaling. Voor de rooms-katholieken was het ooit een principe dat de vertaling op de Vulgaat moest steunen. Voor nieuwere Bijbels kiezen zowel rooms-katholieken als protestanten voor de gezaghebbende wetenschappelijke brontekstuitgaven. Voor het Nieuwe Testament kiest men het Novum Testamentum Graece. Het Oude Testament wordt vertaald van de tekst van de Codex Leningradensis, die wordt uitgegeven als Biblia Hebraica Stuttgartensia. De deuterocanonieken worden vertaald uit de Septuagintuitgave uit Göttingen (of de editio minor van Rahlfs). Voor het Nieuwe Testament van de Herziene Statenvertaling is gebruikgemaakt van de Textus Receptus; zelfs het onechte Comma Johanneum is weergegeven. Voor het Oude Testament van de HSV is wel gebruikgemaakt van nieuwe inzichten, bijvoorbeeld van de Dode-Zeerollen.
Een andere vraag is in hoeverre de cultuur uit de tijd van de Bijbel moet worden doorvertaald. Sommige vertalingen behouden termen uit de brontekst (centurio, litra), terwijl andere vertalingen deze weergeven met een Nederlands woord.
Bijbelvertalers moeten ook kiezen hoe de Bijbeltekst wordt ingedeeld. De indeling in hoofdstukken en verzen zijn latere toevoegingen aan de Bijbel. Per afgebakend gedeelte moet er vaak gekozen worden voor een passend opschrift.

### Andere oorzaken en redenen
Er bestaan nog meer oorzaken en redenen voor het bestaan van verschillende Bijbelvertalingen.
1. De ontvangende talen, bijvoorbeeld het Nederlands, zijn levende talen, die steeds veranderen. Talen vergaren continu nieuwe woorden en manieren om uitdrukking aan ideeën te geven, oude woorden raken in vergetelheid of krijgen in het algemeen spraakgebruik een andere betekenis.[7] Om de Bijbel begrijpelijk te laten blijven voor nieuwe generaties is periodiek een hertaling / nieuwe vertaling nodig.
2. Sinds de zestiende eeuw is er vooruitgang geboekt in het vaststellen van de tekst van met name het Nieuwe Testament. Vóór de uitvinding van de boekdrukkunst werden Bijbels met de hand overgeschreven. Daarbij werden fouten gemaakt die mee werden gekopieerd. In de westerse kerk was er maar weinig kennis van Hebreeuws en Grieks, men las er kopieën van de Latijnse Vulgaat, waarvan om dezelfde reden veel verschillende versies de ronde deden. In de zestiende eeuw kwam er belangstelling voor het Griekse en Hebreeuwse origineel, die bewaard waren gebleven in de oosters-orthodoxe kerken en het Jodendom. De vertalingen van de Hervorming, bijvoorbeeld de King James Version, de Lutherbijbel en de Statenvertaling zijn, wat het Nieuwe Testament betreft, vertalingen van de Textus Receptus. Deze tekst is de uitkomst van de versies die Erasmus ter beschikking had, waarvan de meeste het product waren van eeuwenlang kopiëren in de kloosters van de oosterse of Byzantijnse kerk. Sedert de zestiende eeuw heeft men daarna talloze handschriften gevonden, en is algemeen tot de conclusie gekomen dat de Byzantijnse tekst, waarvan de vroegste getuige uit de vijfde eeuw dateert (Codex Alexandrinus), afwijkt van de oorspronkelijke. Met behulp van de tekstkritiek van de Bijbel heeft men de tekst gereconstrueerd. Voor de NBG 1951 maakte men in de eerste helft van de twintigste eeuw gebruik van de grote perkamenten Bijbels uit de vierde eeuw die in de 19e eeuw waren ontdekt, de Codex Sinaiticus, de Codex Vaticanus en andere. Voor de Nieuwe Bijbelvertaling en de Groot Nieuws Bijbel kon men in de tweede helft van de twintigste eeuw gebruikmaken van nog oudere handschriften op papyrus, zoals de Papyrus 45 en 46 van de Chester Beatty papyri en Papyrus 66 en 75 van de Bodmer papyri. De overgeleverde tekst van het Oude Testament, de Masoretische tekst is heel wat minder corrupt gebleken dan die van het Nieuwe. Toch zijn ook hier nog teksten duidelijker geworden met de ontdekking van de Dode-Zeerollen.
3. Verder zijn er meerdere Bijbelvertalingen, omdat men tracht Bijbels te maken voor verschillende doelgroepen. De Groot Nieuws Bijbel bijvoorbeeld is geschikt als kennismaking met de Bijbel, maar voor een eredienst kiest men liever de Nieuwe Bijbelvertaling. Ook zijn er Bijbels in allerlei dialecten, alsmede uitgaves in makkelijker Nederlands (Bijbel in Gewone Taal en BasisBijbel in makkelijk Nederlands).
4. Het christendom is in de 2000 jaar van zijn bestaan verdeeld geraakt in verschillende kerken, stromingen en sekten. Die vertrouwen elkaar niet altijd als het om Bijbelvertalingen gaat. Voorbeelden zijn:
  - De Rooms-Katholieke Kerk accepteerde tot 1943 alleen Bijbelvertalingen die teruggingen op de Vulgaat of daarmee in overeenstemming waren gebracht. Bovendien hadden de protestanten ongeveer 10 boeken buiten de Bijbel geplaatst die men de deuterocanonieke boeken noemt. Katholieke Bijbelvertalingen zijn de Petrus Canisiusvertaling en de Willibrordvertaling. De Willibrordvertaling uit 1995 is ook populair bij protestanten.
  - De voorman van de Vergadering van gelovigen, Darby, maakte een eigen vertaling in het Engels. De Nederlandse Vergadering maakte de Telosvertaling.
  - Jehova's getuigen staan van oudsher wantrouwig ten opzichte van andere groeperingen. Zij hebben de Nieuwewereldvertaling gemaakt. Over de hele wereld worden vertalingen van de Engelse versie verspreid.
  - Bevindelijk gereformeerden wijzen feitelijk elke vertaling behalve de Statenvertaling af; andere groepen accepteren wel de Herziene Statenvertaling.
  - De meeste protestanten lazen de laatste vijftig jaar de bijbel van het Nederlands Bijbelgenootschap. De voorlaatste uitgaven van het Nederlands Bijbelgenootschap werden samen met de Katholieke Bijbelstichting gemaakt en zijn zowel met als zonder deuterocanonieke boeken te koop (Groot Nieuws Bijbel en Nieuwe Bijbel Vertaling).
  - Stichting BasisBijbel kwam in 2013 allereerst digitaal met een Bijbel in makkelijk Nederlands. Deze vereenvoudiging van met name de Statenvertaling is uitgegeven zodat iedereen, met name ook jongeren, de Bijbel in begrijpelijke taal kan lezen.
  - Het Nederlands Bijbelgenootschap kwam in 2014 met een geheel nieuwe Bijbelvertaling in "Gewone Taal"; de dagelijkse omgangstaal. Uitgangspunt van deze vertaling is duidelijkheid. Weinig eerdere vertalingen stelden zichzelf ten doel om teksten te bieden die voor gewone lezers direct begrijpelijk zijn.

## Organisaties

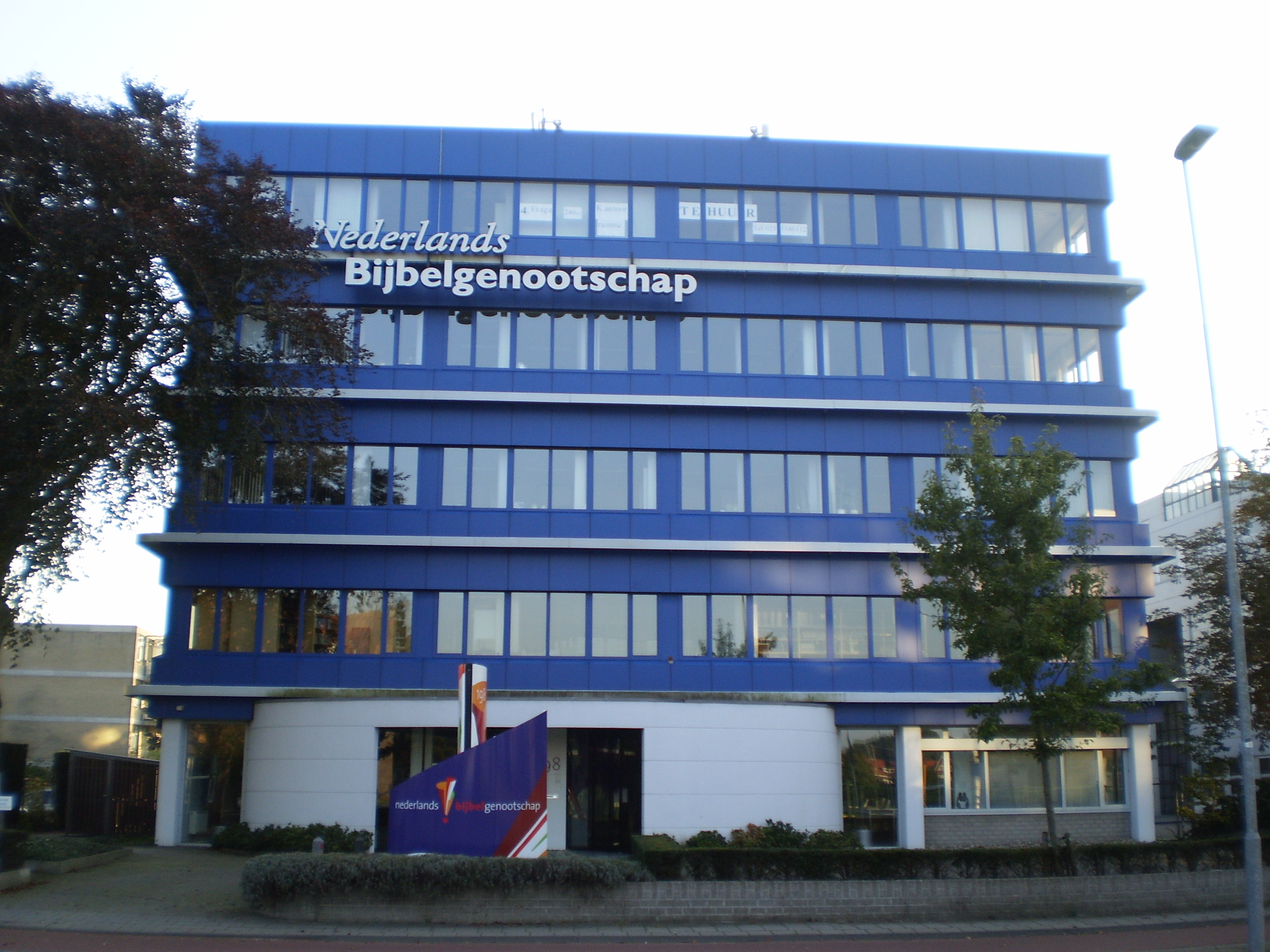
Kantoor Nederlands Bijbelgenootschap

Wereldwijd zijn op het gebied van Bijbelvertaling onder meer de volgende organisaties actief:
- De Wereldfederatie van Bijbelgenootschappen, United Bible Societies (1804), de overkoepelende organisatie van ongeveer 160 Bijbelgenootschappen, waaronder het Nederlands Bijbelgenootschap, het Vlaams Bijbelgenootschap en het Deutsche Bibelgesellschaft.
- Het Nederlands-Vlaams Bijbelgenootschap, in 2021 ontstaan uit het Nederlands Bijbelgenootschap (1814) en het Vlaams Bijbelgenootschap. Dit Bijbelgenootschap geeft voorlichting over de Bijbel en Bijbelvertalen. Bijbelvertalen in het Nederlands en de Nederlandse streektalen wordt vaak in samenwerking gedaan. De Nieuwe Bijbelvertaling bijvoorbeeld was een samenwerkingsproject van het Nederlands en het Vlaams Bijbelgenootschap en de Katholieke Bijbelstichting. Over Bijbelvertalen geeft het Bijbelgenootschap onder meer het kwartaalblad Met andere woorden uit. Het Nederlands-Vlaams Bijbelgenootschap zamelt daarnaast steeds geld in om Bijbelvertaling en Bijbelverspreiding internationaal mogelijk te maken.
- De Deutsche Bibelgesellschaft, gevestigd te Stuttgart, is internationaal belangrijk als uitgever van wetenschappelijke edities, zoals de Hebreeuwse Bijbel, de Septuaginta, het Griekse Nieuwe Testament en de Vulgaat. Daarnaast vervult het de taken van een nationaal Bijbelgenootschap.
- Wycliffe Bijbelvertalers is een zendingsorganisatie die zich ten doel stelt dat elk volk de Bijbel in de eigen taal zal kunnen lezen. Het werk begon in 1917, de stichting werd opgericht in 1942, de Europese tak in 1968, in Nederland in 1970. Wycliffe-vertalers moeten vaak eerst de taal of de groep talen waar ze mee bezig zijn leren en op schrift stellen, voordat ze kunnen beginnen met het eigenlijke vertaalwerk.
- Biblica, voorheen bekend als International Bible Society (IBS) is een organisatie met diverse kantoren wereldwijd. Zij zet zich in om het evangelie in hedendaagse, maar accurate vertalingen te verspreiden. De meestverkochte Bijbelvertaling wereldwijd is van Biblica. Dit is de Engelse New International Version (NIV). De uitzondering betreft de Nederlandse Bijbelvertaling van Biblica: Het Boek. Dit is een begrijpelijke, maar licht vereenvoudigde vertaling. Biblica heeft de commerciële rechten van Het Boek uitbesteed aan uitgeverij Jongbloed en werkt missionair samen met de ZakBijbelBond.
- Die Bybelgenootskap van Suid-Afrika, in 1820 opgericht, is een van de leden van de Wereldfederatie van Bijbelgenootschappen. De organisatie is betrokken geweest bij 18 vertalingen en 12 herzieningen. De Bijbel is in bijna alle officiële talen van Zuid-Afrika (11 in getal) vertaald, als laatste de vertaling in het Zuid-Ndebele (eind 2012). Voor de mensen die Afrikaans spreken (in 2017 bijna 7 miljoen) is men reeds sinds 1876 aan het vertalen. De eerste complete Afrikaanstalige Bijbels zijn er sinds 1933.[8] Ook het Afrikaans is een levende taal, zodat ook de Afrikaanse Bijbelvertaling inmiddels herzien is. Luidde Johannes 3:16 in 1953 nog "Want so lief het God die wêreld gehad, dat Hy sy eniggebore Seun gegee het, sodat elkeen wat in Hom glo, nie verlore mag gaan nie, maar die ewige lewe kan hê", werd dat in 1983 (AF83) "God het die wêreld so lief gehad dat Hy sy enigste Seun gegee het, sodat dié wat in Hom glo, nie verlore sal gaan nie maar die ewige lewe sal hê".[9]

## Overzicht van bestaande vertalingen

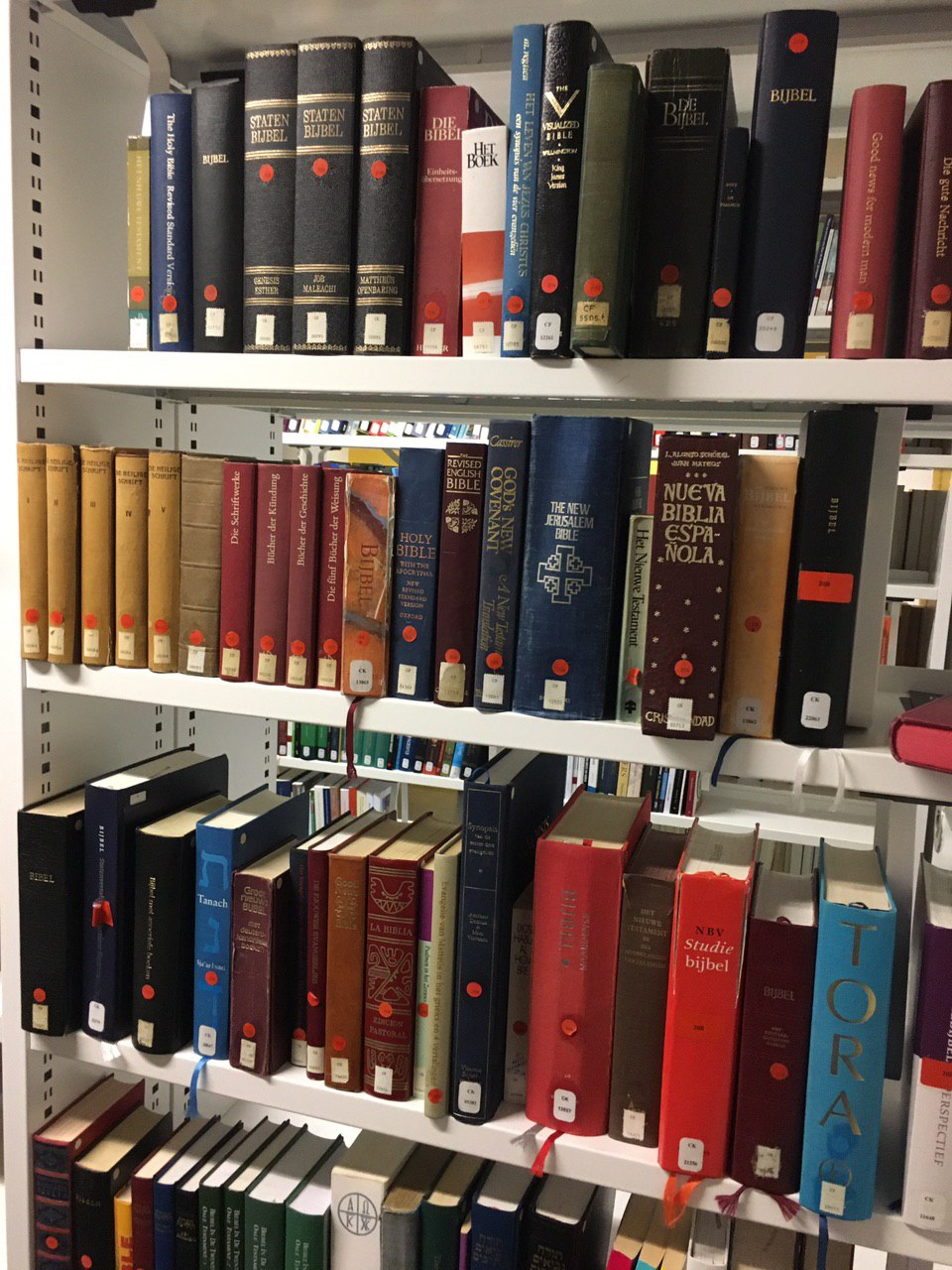
Enkele Bijbelvertalingen in de bibliotheek in het Hoofdgebouw van de Vrije Universiteit Amsterdam

### Niet-Nederlandse Bijbelvertalingen
De volgende "klassieke" Bijbelvertalingen van buitenlandse origine hebben een grote invloed (gehad):
- Septuagint (Grieks)
- Vulgaat (Latijn)
- King James Version (Engels, zie ook Revised Version)
- Lutherbijbel (Duits)
- Wycliffebijbel (Engels)